# Peter Burrell (1724–1775)
Peter Burrell (27 de agosto de 1724-6 de noviembre de 1775) fue un político y abogado británico.
Nació en Londres, siendo hijo de  Peter Burrell y Amy Raymond, hija de Hugh Raymond. Sus tío eran los baronets  Sir Merrick Burrell y Sir William Burrell. Burrell se graduó el St John's College, Cambridge en 1745.
Burrell fue miembro del Parlamento por Launceston entre 1759 y 1768 y por Totnes desde1774. En 1752, fue investido miembro de la Royal Society, y en 1769, fue nombrado Topógrafo Feneral de los Impuestos en las Tierras de la Corona.
El 28 de febrero de 1748, se casó con Elizabeth Lewis, hija de John Lewis ed Hackney; ellos vivieron en Langley Park. Tuvieron cuatro hijas y un hijo: Peter Burrell, I barón Gwydyr. Su segunda hija, Isabella (1750-1812), se casó con Algernon Percy, I conde de Beverley, con quien fue ancestro de los duques de Northumberland. Su tercera hija, Frances Julia Burrell, se casó con Hugh Percy, II duque de  Northumberland, en 1779, siendo madre del III y IV duque de Northumberland. Los maridos de Frances e Isabella eran hermanos e hijos de Hugh Percy, I duque de Northumberland. Su cuarta hija, Elizabeth, se casó con Douglas Hamilton, VIII duque de Hamilton y Henry Cecil, I marqués de Exeter, con quienes no tuvo descendencia.